# قرعون
قرعون (به عربی: قرعون) یک روستا در لبنان است که در استان بقاع واقع شده‌است. قرعون ۱۴٫۶۰ کیلومتر مربع مساحت و ۷٬۰۰۰ نفر جمعیت دارد.
قرعون محوطه شاخص فرهنگ قرهونی است و نام خود را به این فرهنگ باستان‌شناختی داده است. چندین سکونت‌گاه باستانی مربوط به دورهٔ نوسنگی درین منطقه کشف و حفاری گشته‌اند.